# Здание Парламента (Мельбурн)

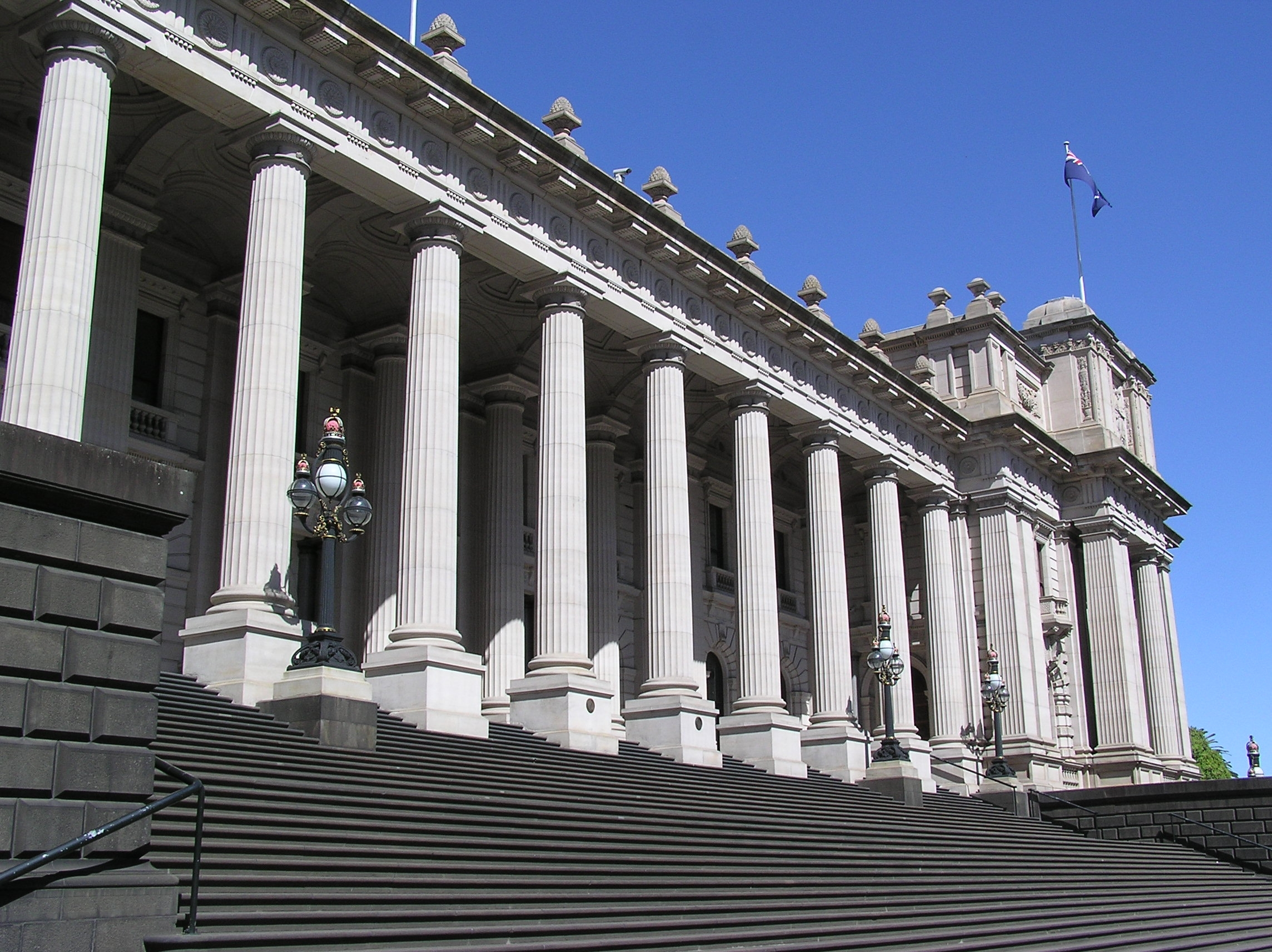
Парламент Виктории (вид на фасад выходящий на улицу Спринг-стрит)

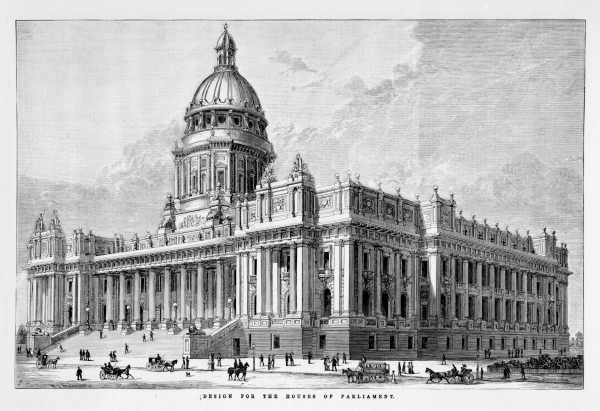
Вид Здания Парламента Виктории согласно первоначальному проекту

Здание Парламента штата Виктория (англ. Parlament House) — расположено в Мельбурне, Австралия, является местом пребывания Парламента штата Виктория с 1855 года, за исключением периода с 1901 по 1927 годы, когда здесь располагался федеральный Парламент Австралии. Здание было построено в основном в XIX веке и стало крупнейшим гражданским сооружением в Австралии в этот период. Здание Парламента Виктории считается одним из лучших образцов гражданской архитектуры Британской империи в мире.
В 1851 году, ещё до того как колония Виктория обрела полное парламентское самоуправление, губернатор Чарльз Ла Троб поручил главному землемеру колонии, Роберту Ходлу, выбрать место, где могло бы разместиться здание парламента. Ходл выбрал участок на холме, расположенном в восточной части города, где начиналась улица Бурк-стрит. С этого места был виден практически весь город, так как высота зданий в это время не превышала 2 этажа. Был организован конкурс на лучший проект здания, но все представленные проекты были отклонены, и эта работа, в конце концов, была поручена архитектору колонии Чарльзу Паслей. Существовало мнение современников, что многие идеи для своего проекта Паслей позаимствовал от Городского зала Лидса, который даже в настоящее время считается одним из лучших образцов гражданской архитектуры в мире. Позднее значительные изменения в проект внёс другой архитектор — Питер Керр.
В декабре 1855 года начались строительные работы на выбранном месте на улице Спринг-стрит. Здание строилось в несколько этапов, основные из которых были завершены между 1856 и 1926 годами. Залы Законодательной ассамблеи Виктории и Законодательного совета Виктории были закончены в 1856 году. В это время это были два отдельных здания и улица Бурк-стрит проходила между ними. В 1869 году была построена библиотека, Большой зал (в настоящее время известный как Зал Королевы) и вестибюль были закончены в 1879 году. В 1880-х годах, во время пика Золотой лихорадки в Виктории, было решено добавить к фасаду здания, обращённому к Спринг-стрит колоннаду и портик в классическом стиле, которые придают зданию монументальный вид. Эта работа была завершена в 1892 году. В 1893 году было построено северное крыло здания, а в 1929 году были добавлены комнаты отдыха и завершено строительства задней части здания.
Проект Паслей и Керра включал в себя купол, однако с началом экономической депрессии, начавшейся в 1891 году, его строительство было отменено. Время от времени вопрос о возведении купола поднимается правительством Виктории, но каждый раз проекты отклоняются ввиду высокой стоимости проекта. Последняя попытка такого рода была предпринята правительством Кеннета в 1992 году, однако и она не увенчалась успехом.
С 1901 по 1927 год в здании располагался Федеральный Парламент Австралии, так как столичный город, определённый Конституцией Австралии, ещё не был построен. В течение этого периода Парламент Виктории собирался в здании Королевского Выставочного центра.